# Zim Zum
Timothy Michael Linton (25 de junho de 1969), mais conhecido como Zim Zum, foi guitarrista do Marilyn Manson entre 1996 e 1998 seu nome verdadeiro é Timothy Michael Linton nasceu a 25 de Junho de 1969 em Chicago, Illinois. Foi despedido em 1998 devido a faltar aos ensaios da banda. Após sua demissão da banda, Zim Zum trabalhou em vários projetos incluindo entre eles, participações com a banda Nine Inch Nails. Atualmente Zim Zum é integrante da banda The Pop Culture Suicides.